# Navio de desembarque de doca

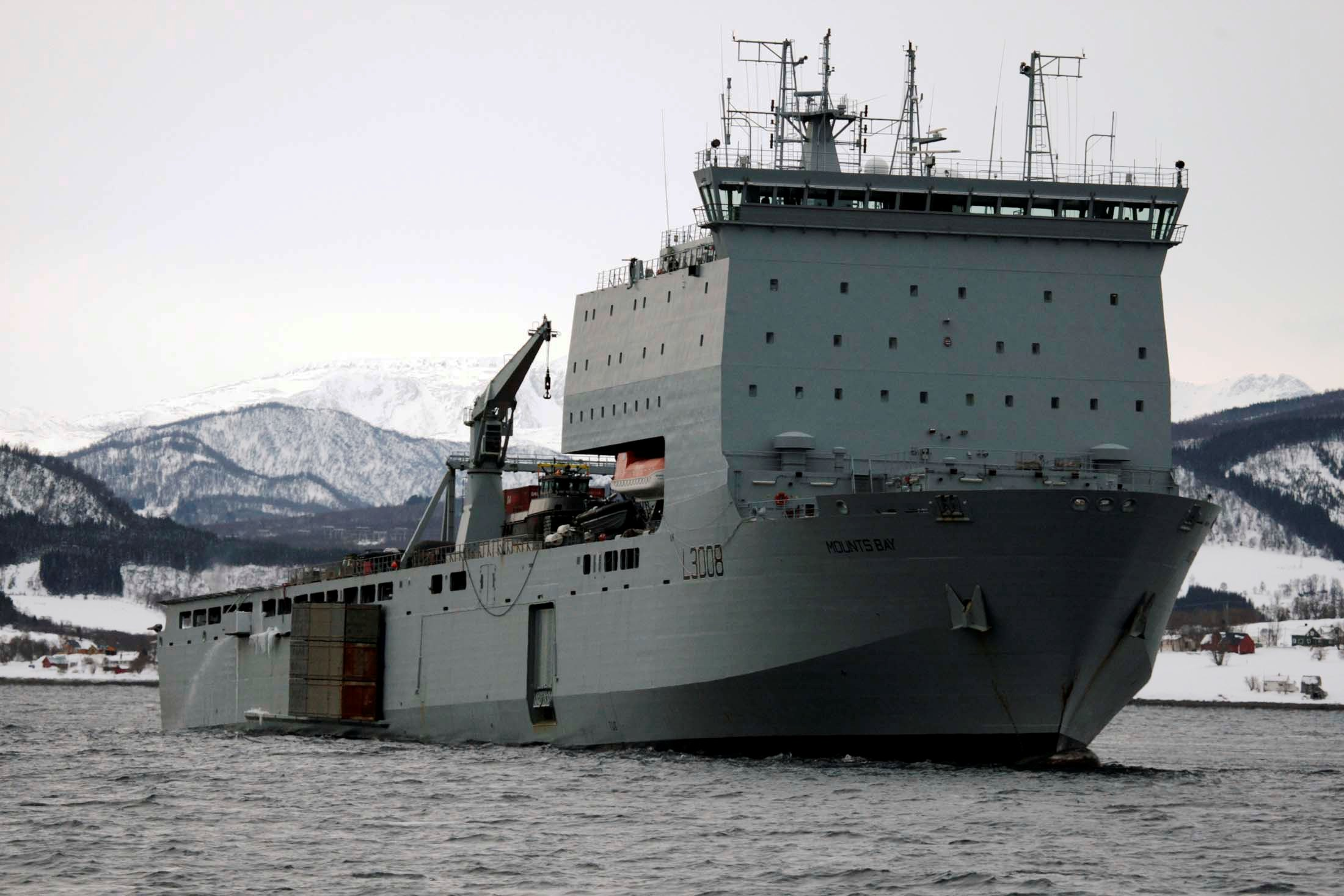
Um navio de desembarque de doca inglês.

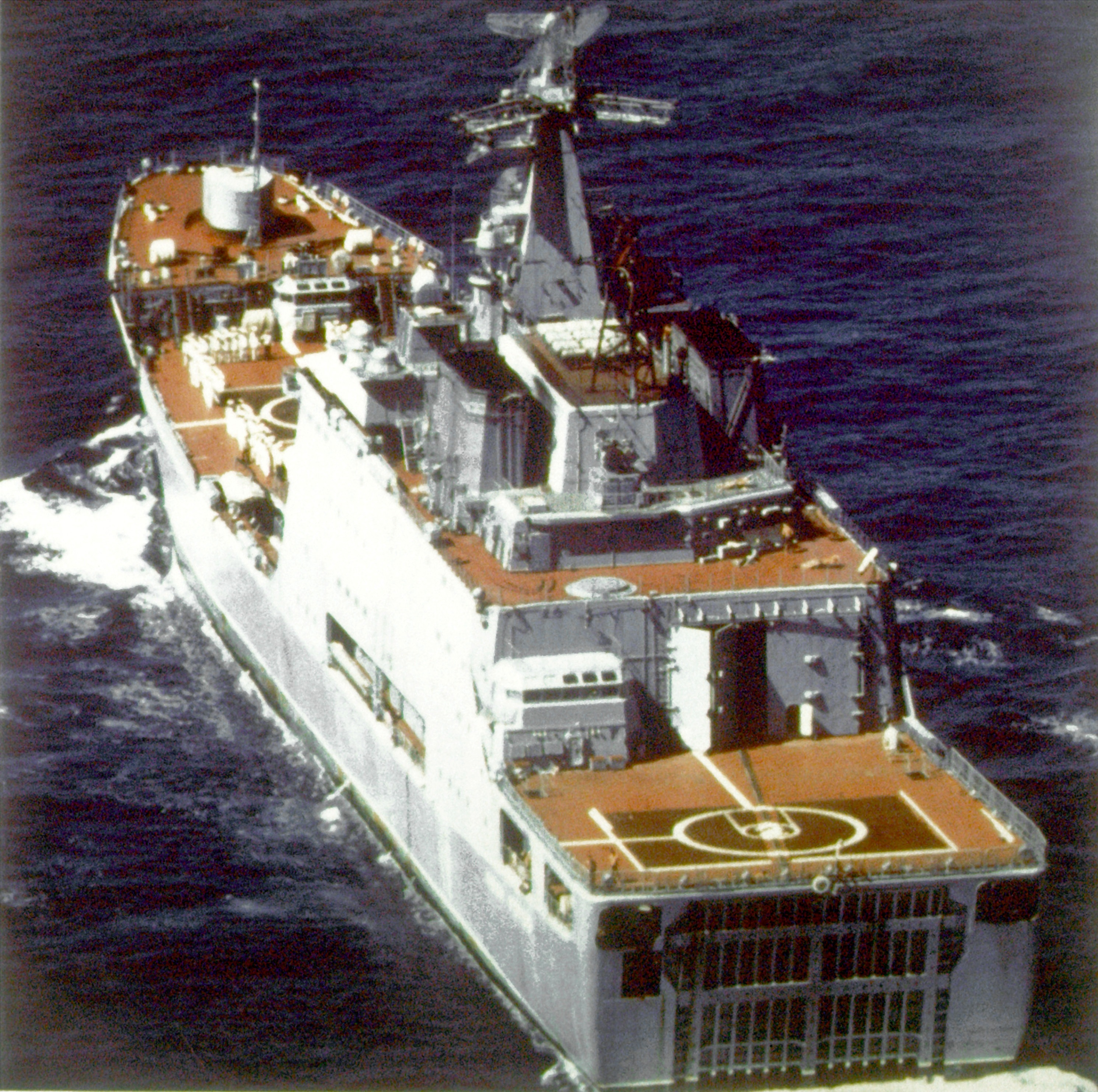
Um navio de desembarque de doca soviético.

Um Navio de Assalto Anfíbio (NAA) (Português) ou Navio de Desembarque de Doca (NDD) (Português brasileiro) é uma embarcação militar projetada para oferecer suporte a operações anfíbias como navios de assalto anfíbio. Estes navios transportam embarcações de desembarque até a área de operação, onde podem lança-las ao mar. Estas pequenas embarcações serão responsáveis por levar os fuzileiros navais, viaturas ou carga até a praia.
Estes navios são conhecidos por navios de desembarque de doca por possuírem uma doca alagável interna. As embarcações de desembarque transportadas dentro da mesma podem ser lançadas ao mar quando esta é inundada. Em uma operação anfíbia, isto permite que os navios não precisem se aproximar da praia, somente as embarcações menores que levarão os fuzileiros e veículos para ocupar a praia.
São chamados na Marinha dos Estados Unidos de Dock Landing Ship (LSD).